# Абегян, Мгер Манукович
Мгер (Меге́р) Ману́кович Абегя́н (арм. Մհեր Մանուկի Աբեղյան; 26 января 1909, Вагаршапат — 1994) — советский и армянский живописец и график, народный художник Армянской ССР (1960).

## Биография
- 1922—1927 — учился в Ереванском художественно-промышленном техникуме у С. Агаджаняна и С. Аракеляна.
- 1927—1930 — учился в московском ВХУТЕИНе.
- 1930—1931 — учился в ленинградской Академии Художеств, основной учитель — С. В. Герасимов.

Автор лирических пейзажей, красочных натюрмортов, а также портретов и пейзажно-жанровых картин, многочисленных станковых графических пейзажей (рисунки, акварели, офорты, линогравюры), проникнутых тонким настроением. Рисунки, посвящённые революционным событиям в Закавказье, а также серия офортов на темы событий Великой Отечественной войны. В 1937—1945 годах преподавал в художественном училище, а с 1954 г. работал в Ереванском художественно-театральном институте.

## Награды и звания
- орден Дружбы народов (25.01.1979) — за заслуги в развитии советского изобразительного искусства и в связи с семидесятилетием со дня рождения
- два ордена «Знак Почёта» (04.11.1939 — «за выдающиеся заслуги в деле развития армянского театрального и музыкального искусства», 27.06.1956)
- медали
- Народный художник Армянской ССР (1960)

## Произведения
- «На озере Севан» (1956)
- «Портрет Академика М. В. Касьяна» (1976)
- «Полдень» (1956)
- «Поля Бюракана» (1957)
- «Колыбельная песня» (1959) — все Картинная галерея Армении, Ереван
- «Лето» (1959, Третьяковская галерея)
- «Портрет Гоар Амбарцумян» (1976)